# Simon Cooke
Simon John Cooke (Hamilton, 25 de septiembre de 1976) es un deportista neozelandés que compitió en vela en la clase 470.
Ganó una medalla de oro en el Campeonato Mundial de 470 de 2002. Participó en los Juegos Olímpicos de Sídney 2000, ocupando el séptimo lugar en la clase 470.

## Palmarés internacional
| \| Campeonato Mundial \| Campeonato Mundial \| Campeonato Mundial \| Campeonato Mundial \| \| Año \| Lugar \| Medalla \| Clase \| \| ------------------ \| ------------------ \| ------------------ \| ------------------ \| \| 2002 \| Cagliari (Italia) \| Medalla de oro \| 470 \| |                   |                |       |
| Campeonato Mundial |                   |                |       |
| Año | Lugar             | Medalla        | Clase |
| 2002 | Cagliari (Italia) | Medalla de oro | 470   |